# سر بل (كوه بنج)
سر بل (بالفارسية: سرپل) هي قرية تقع في إيران في البلدة المركزية. يقدر عدد سكانها بـ 45 نسمة بحسب إحصاء 2016.